# Helianthus praecox
Helianthus praecox là một loài thực vật có hoa trong họ Cúc. Loài này được Engelm. & A.Gray mô tả khoa học đầu tiên.